# Macellidiopygus debilis
Macellidiopygus debilis är en skalbaggsart som beskrevs av Pierre Émile Gounelle 1913. Macellidiopygus debilis ingår i släktet Macellidiopygus och familjen långhorningar. Inga underarter finns listade i Catalogue of Life.